# Горичане
Горича́не (болг. Горичане) — село в Добрицькій області Болгарії. Входить до складу общини Шабла.

## Населення
За даними перепису населення 2011 року у селі проживали 82 особи.
Національний склад населення села:
| Національність   | Кількість осіб | Відсоток |
| ---------------- | -------------- | -------- |
| болгари          | 74             | 90,2%    |
| турки            | 3              | 3,7%     |
| цигани           | 0              | 0%       |
| інша             | 5              | 6,1%     |
| не визначились   | 0              | 0%       |
| Всього відповіли | 82             |          |

Розподіл населення за віком у 2011 році:
Динаміка населення: